# Рудник Спарговіль
Рудник Спарговіль (Spargoville) — колишній гірничодобувний майданчик на південному заході Австралії.
Нікелеве родовище Спарговіль виявили у 1966 році. В 1974-му компанії Selcast та BP Minerals Australia з метою розробки покладу 5D ввели в дію шахту «Andrew», що мала глибину у 330 метрів (за іншими даними, глибина шахти досягнула 388 метрів). За первісним проектом розраховували вилучити близько 0,66 млн тонн руди, проте коли в 1979-му на тлі низьких цін на нікель «Andrew» закрили накопичений видобуток становив лише близько 0,3 млн тонн руди, що містила 7800 тонн нікелю.
Видобута руда проходила переробку на належній до копальні збагачувальній фабриці, що випускала концентрат з вмістом нікелю 13 %. Далі концентрат відправляли на нікелеплавильний завод у Калгурлі.
По завершенні розробки обладнання збагачувальної фабрики перемістили для використання на руднику Тевтонік-Бор.
У 1990—1992 роках через шахту глибиною 100 метрів з покладу 1A вилучили 112 тисяч тонн руди з середнім вмістом нікелю 3,8 %.
Також в якийсь момент за допомогою кар'єру глибиною не більше трьох десятків метрів вилучили близько двадцяти тисяч тонн руди з госсану покладу 5А.